# Fabana
Fabana es un despoblado del municipio de Casbas de Huesca, en la comarca de la Hoya de Huesca, provincia de Huesca (España). Está en la parte baja de la Sierra de Guara, cerca del río Calcón que hoy alimenta el Embalse de Guara. Se accede a él por una senda que parte del cercano aparcamiento de la Tejería.
En un recodo de un camino que parte del embalse de Vadiello y sube en cuesta desde la Ermita de San Cosme y San Damián hay, junto a otras más pequeñas, una ermita dedicada a la Virgen de la Fabana; allí se trasladó la imagen de la Virgen desde el despoblado, aunque hoy está vacía. Algunos confunden el despoblado con esta ermita.

## Apellido toponímico
Según el INE el año 2021 llevan el apellido toponímico Fabana 30 personas en España, y la mayoría de ellos vive en la provincia de Zaragoza.